# MC Hammer
Stanley Kirk Burrell (Oakland; 30 de marzo de 1962), más conocido artísticamente como MC Hammer, es un rapero estadounidense  conocido por su talento como músico y bailarín de ritmo frenético y pegadizo. Destacó su indumentaria ostentosa y brillante de pantalones abullonados y su enérgico estilo personal. Ha ganado tres Premios Grammy, ocho American Music Award, un People's Choice Awards y un Premio de diamante. Se hizo famoso con éxitos como "U Can't Touch This".
Pese a haber vendido más de 50 millones de discos y diez millones de copias de su álbum "Please Hammer Don’t Hurt'em", cayó en bancarrota tras dejarse llevar por la fama, comprar una mansión de 30 millones de dólares y emplear a tiempo completo a un nutrido equipo que le suponía un coste de medio millón de dólares mensuales. Para el año 1996, solo seis años después, tenía activos por 9,6 millones para hacer frente a unas deudas que ya alcanzaban los 13,7 millones.

## Biografía
Hammer empezó a bailar cuando consiguió trabajo como recoge pelotas para el Oakland Athletics, donde entretenía a los admiradores bailando durante los descansos y ganó el apodo de "Hammer" (martillo) por su parecido al líder de carrera absoluto del equipo, 'Hammerin' Hank Aaron.
Aspirante a jugador de béisbol, Hammer fue incapaz de llegar a convertirse en un profesional en este deporte. Dejó aquel sueño y se alistó en la Marina durante tres años. A su regreso a Oakland, comenzó a trabajar en clubs locales y, con la ayuda de varios de sus amigos, montó su propia compañía discográfica.
En 1987, usando el nombre de MC Hammer, grabó "Feel My Power" e impresionó con su complicado espectáculo de baile en directo. Poco después, firmó un contrato multiálbum.
A principios de 1988, Hammer consiguió un triple disco de platino (más de 3 millones de copias vendidas), un gran comienzo, lo cual preparó el terreno para su segundo álbum "Please Hammer Don't Hurt 'Em"  que vendió 17 millones de copias y lo situaron como el artista de hip-hop más popular de la era. El sencillo "U Can't Touch This" era inevitable en 1990, siendo escuchado con frecuencia en la radio y en MTV.
En 1991 consiguió cinco discos de platino con su nuevo álbum "Too Legit To Quit", Hammer retiró entonces el "MC" de su nombre, pero mantuvo el mismo sonido que había hipnotizado a los millones de admiradores que tenía en todo el mundo.
En 1994, Hammer obtuvo un nuevo álbum de platino con "The Funky Headhunter", y en 1997 anunció su elección de utilizar sus habilidades musicales para elogiar a Dios y acentuar los valores de la familia tradicional. Un nuevo álbum, "The Greatest Dancer" fue lanzado en 2003.
Es también productor de la película de MTV, "Better Luck Tomorrow". En diciembre de 2001, "Too Legit To Quit": La Historia de la vida de MC Hammer se hizo la segunda película biográfica más vista en la historia de VH1. Hammer actualmente reside en el Área de Bahía de California con su familia. En sus ratos libres disfruta de ir al cine, baile, deportes...
Todos lo recuerdan por sus singulares pantalones bombachos (Pantalones Hammer) y su canción más famosa: "U Can't Touch This" cuya base sacó de la canción "Super Freak" de Rick James. Hammer, exitoso bailarín, destacó con frecuencia por sus innumerables actuaciones y su peculiar forma de vestir. Actualmente Hammer se encuentra semirretirado de la música.
En 2012 Hammer volvió a los escenarios en los  American Music Awards junto al artista PSY cantando la famosa canción Gangnam Style.

## Primeros años y educación
Stanley Kirk Burrell nació el 30 de marzo de 1962 en Oakland, California. Su padre era jugador profesional de póker y gerente de casino de juegos de azar (en la sala de juego de Oaks Card Club ), así como supervisor de almacén. Creció pobre con su madre (una secretaria) y ocho hermanos en un pequeño departamento en East Oakland. Recordó que seis niños estaban hacinados en un proyecto de vivienda de tres dormitorios. Los Burrell también frecuentarían carreras de caballos de pura sangre, y eventualmente se convertirían en dueños y ganadores de varias apuestas graduadas.
En el estacionamiento del Oakland Coliseum, el joven Burrell vendía pelotas de béisbol y bailaba acompañado de un beatboxer. El dueño del equipo de Oakland A, Charles O. Finley vio al niño de 11 años dividiéndose y lo contrató como asistente de clubhouse y batboy como resultado de su energía y talento. Burrell sirvió como "batboy" con el equipo de 1973 a 1980. En 2010, Hammer habló sobre su participación de por vida con los atletas en la primera toma de ESPN y explicó que su hermano Louis Burrell Jr. (que más tarde sería el gerente comercial de Hammer) en realidad era el batboy mientras su trabajo consistía en atender llamadas y hacer "jugadas por jugadas" para el propietario ausente de los Atléticos durante cada partido de verano. El colorido Finley, que vivía en Chicago, usó al niño como sus "ojos y oídos". Reggie Jackson, al describir el papel de Burrell para Finley, se atribuyó su apodo:
Los jugadores del equipo, incluido el segunda base de los Milwaukee Brewers, Pedro García, también apodaron a Burrell "Little Hammer" debido a su parecido con Aaron. 
Adquirió el apodo de "MC" por ser un "Maestro de Ceremonias" que utilizó cuando comenzó a actuar en varios clubes mientras estaba en el camino con los Atléticos, y eventualmente en el ejército. Hammer, quien jugó en la segunda base en la escuela secundaria, soñaba con ser un jugador de béisbol profesional, pero no logró el corte final en una prueba de los Giants de San Francisco. Sin embargo, él ha sido un participante/jugador en el Taco Bell All-Star Legends and Celebrity Softball Game con una gorra de A para representar a Oakland (Liga Americana). [23] [24] [25]
Burrell se graduó de McClymonds High School en Oakland y tomó clases de pregrado en comunicaciones. Desalentado por sus estudios en una universidad local y no haber ganado un lugar en una organización profesional de béisbol, se unió a la Armada de los Estados Unidos durante tres años, sirviendo con PATRON (Patrulla Escuadrón) CUATRO SIETE (VP-47) de NAS Moffett Field en Mountain View, CA como suboficial de tercera clase de la tienda de aviación Guardián (AK3) hasta su honorable alta.

## Carrera de música y entretenimiento
Antes de la exitosa carrera musical de Hammer (con su popularidad dominante que duró aproximadamente entre 1988 y 1998) y su "saga de trapos a riquezas a trapos y espaldas", Burrell formó un grupo cristiano de música rap con CCM's Jon Gibson (o "JG") llamado Holy Ghost Boys. Algunas canciones producidas se llamaron "Word" y "B-Boy Chill", "The Wall", con Burrell (fue originalmente dentro de la letra de esta canción que primero se identificó como KB y luego MC Hammer una vez que fue producida), Más tarde fue lanzado en el álbum de Gibson Change of Heart (1988). Este fue el primer éxito de rap de la música cristiana contemporánea. Burrell también produjo "Son of the King" en ese momento, lanzándolo en su álbum debut. "Son of the King" apareció en el álbum debut de Hammer Feel My Power (1987), así como en la versión relanzada Let's Get It Started (1988). 
Con excepción de los remixes posteriores de los primeros lanzamientos, Hammer produjo y grabó muchas canciones de rap que nunca se hicieron públicas, pero que ahora están disponibles en Internet. A través de sus sellos discográficos como Bust It Records, Oaktown Records y Full Blast, Hammer ha presentado, firmado y producido nuevos talentos, incluyendo 3.5.7 de Oaktown, Ho Frat Hoo !, el quinteto vocal Special Generation, Analise, James Greer, One Cause One Effect, B Angie B, The Stooge Playaz, DASIT (como se ve en el show del rapero (blanco) del viaje del ego), Teabag, Common Unity, Geeman y Pleasure Ellis; colaborando con él y produciendo música propia durante su carrera.
Aproximadamente a la edad de 12 años, el nativo de Oakland Keyshia Cole grabó con Hammer y buscó el consejo de su carrera.

## Feel My Power (1986)
A mediados de la década de 1980, mientras rapeaba en pequeños lugares y después de que se cerró un acuerdo discográfico, Hammer tomó prestados US $ 20,000 cada uno de los exjugadores de Oakland A Mike Davis y Dwayne Murphy para comenzar un negocio de sellos discográficos llamado Bust It Productions. Mantuvo la empresa en marcha vendiendo registros de su sótano y automóvil. Bust It generó Bustin 'Records, el sello independiente del cual Hammer era CEO. Juntas, las compañías tenían más de 100 empleados. Grabando sencillos y vendiéndolos desde la cajuela de su automóvil, se comercializó implacablemente. Junto con sus habilidades de baile, el estilo de Hammer era único en ese momento.
Presentándose a sí mismo como "MC Hammer", grabó su álbum debut, Feel My Power, que fue producido entre 1986 y 1987 y lanzado independientemente en 1987 en su sello Oaktown Records (Bustin'). Fue producido por Felton Pilato (de Con Funk Shun), vendió más de 60,000 copias y fue distribuido por City Hall Records. En la primavera de 1988, Tony Valera, un DJ de 107.7 KSOL Radio, tocó la canción "Let's Get It Started" en sus shows de mezcla, una canción en la que Hammer declaró que era "insuperable", de Doug E. Fresh, LL Cool J, o DJ Run ", después de lo cual la canción comenzó a ganar popularidad en los clubes. Raperos de la costa este en proyectos futuros también.
MC Hammer había recibido varias ofertas de las principales discográficas antes (que inicialmente rechazó debido a su éxito personal), pero después del lanzamiento exitoso de este álbum independiente y el elaborado espectáculo de danza en vivo sorprendió al ejecutivo de Capitol Records, Hammer acordó firmar un contrato discográfico pronto después. Hammer se llevó a casa un anticipo de US $ 1,750,000 y un contrato de varios álbumes. El Capitolio no tardó mucho en recuperar su inversión.

## Let's Get  It Started (1988)
Una vez firmado con Capitol Records, Hammer relanzó su primer disco (una versión revisada de Feel My Power ) con pistas adicionales y vendió más de 2 millones de copias. "Pump It Up" (también interpretada durante Showtime en el Apollo el 16 de septiembre de 1989), "Turn This Mutha Out", "Let's Get It Started" y "They Put Me in the Mix" fueron los sencillos más populares de este álbum. No completamente satisfecha con este primer éxito multiplatino, la música de Hammer experimentó una metamorfosis, cambiando del formato de rap estándar en su próximo álbum. "Decidí que el próximo álbum sería más musical" dijo. Los puristas lo castigaron por ser más bailarín que rapero. Sentado en un mono con estampado de leopardo antes de un concierto, defendió su estilo: "La gente estaba lista para algo diferente al estilo de rap tradicional. El hecho de que el disco haya alcanzado este nivel indica que el género está creciendo".
MC Hammer era muy buen amigo de Arsenio Hall (así como de un adolescente desconocido entonces llamado Robert Van Winkle, también conocido como Vanilla Ice), a pesar de los rumores posteriores de que había una pelea entre los dos raperos que se abordó durante el apogeo de ambos carreras en el programa de Hall, y con quién se reuniría más tarde en un concierto de 2009 en Salt Lake City, Utah, y como tal, Hammer fue invitado por primera vez a interpretar la canción "U Can't Touch This", antes de su lanzamiento, en The Arsenio Hall Show en 1989. También realizó "Dancing Machine" en una versión que apareció en la película del mismo título.
Hammer usó algunas de las ganancias de este álbum para instalar un estudio de grabación en la parte trasera de su autobús turístico, donde grabó gran parte de su segundo álbum. 
En 1989, Hammer apareció en "You Have Got Me Dancing" (con Glen Goldsmith), que apareció en el álbum de Glen Goldsmith Don't Turn This Groove Around (RCA Records). La canción fue el primer lanzamiento de Hammer en el Reino Unido. Hammer también apareció en el video musical de Glen Goldsmith para esta canción. El sencillo no pudo trazar.

## Discografía
- Feel My Power (1987) (reeditado como Let's Get It Started en 1988) #30 EE. UU.
- Please Hammer Don't Hurt 'Em (1990) #1 EE. UU. (21 semanas, 10xPlatino)
- Too Legit to Quit (1991) #2 EE. UU.
- The Funky Headhunter (1994) #12 EE. UU.
- Inside Out (1995) #119 EE. UU.
- Greatest Hits (1996)
- Family Affair (1998)
- The Hits (2000)
- Active Duty (2001)
- Full Blast (2003)
- Look 3X (2006)

## Sencillos
- "U Can't Touch This" (1990) #8 EE. UU.
- "Have You Seen Her?" (1990) #4 EE. UU.
- "Pray" (1990) #2 EE. UU.
- "Here Comes The Hammer" (1991) #54 EE. UU.
- "Too Legit To Quit" (1991) #6 EE. UU.
- "Addams Groove" (1991) #7 EE. UU.
- "Do Not Pass Me By" (1992) #62 EE. UU.
- "This Is The Way We Roll" (1992) #86 EE. UU.
- "Pumps And A Bump" (1994) #26 EE. UU.
- "It's All Good" (1994) #46 EE. UU.
- "2 legit 2 quit ft psy"  (2012)

## Hammerman
En el año 1991, la empresa productora de animación DiC Entertainment lanzó al aire una serie animada protagonizada por Hammer, la cual llevó como nombre Hammerman. Esta serie, relataba una vida ficticia del cantante en la cual, a través de unos zapatos mágicos parlantes, obtenía la fuerza suficiente para convertirse en el superhéroe Hammerman, quien no era otra cosa más que él enfundado en sus atuendos característicos, consistentes en un camisón y sus "pantalones hammer" de color negro. Como habilidades, tenía la capacidad de manipular el sonido musical y utilizar las notas musicales como herramienta de lucha. Con esta serie, MC Hammer intentó acercar su cultura a los niños, a la vez de cerrar todos los capítulos de la historia, dejando un mensaje como consejo para los niños que veían la serie. La misma constaba de 13 capítulos, recibiendo críticas bastante moderadas. 